# Cantón de Saint-Sernin-sur-Rance
El cantón de Saint-Sernin-sur-Rance era una división administrativa francesa, que estaba situada en el departamento de Aveyron y la región de Mediodía-Pirineos.

## Composición
El cantón estaba formado por catorce comunas:
- Balaguier-sur-Rance
- Brasc
- Combret
- Coupiac
- La Bastide-Solages
- La Serre
- Laval-Roquecezière
- Martrin
- Montclar
- Montfranc
- Plaisance
- Pousthomy
- Saint-Juéry
- Saint-Sernin-sur-Rance

## Supresión del cantón de Saint-Sernin-sur-Rance
En aplicación del Decreto n.º 2014-205 de 21 de febrero de 2014, el cantón de Saint-Sernin-sur-Rance fue suprimido el 22 de marzo de 2015 y sus 14 comunas pasaron a formar parte del nuevo cantón de Mesetas Rojas.